# Joan Simó Peñalva
Joan Simó Peñalva (Badalona, 1951) és un escriptor i director de cinema català. Va ser membre del col·lectiu d'ideologia àcrata SPA, amb el qual formaria part de la "Cooperativa de Cine Alternativo". Com a part d'aquests col·lectius va formar part de l'equip de direcció i filmació d'alguns documentals, que no foren signats a títol individual perquè tenien una concepció col·lectiva de la feina. A partir dels anys 1980 s'ha centrat en el mon editorial, encara que ha realitzat alguns projectes de vídeos documentals tant per a fundacions com per entitats públiques (Ajuntament de Barcelona, Fundació Roca i Galès, Serveis de Cultura Popular, etc). Darrerament ha treballat pel Consorci d'Educació de Barcelona.
Als IX Premis de Cinematografia de la Generalitat de Catalunya va rebre el premi al millor realitzador en vídeo per El retorn de nèmesi?. Com a escriptor, el 2019 fou un dels finalistes als premis del X Concurs de Relats Breus organitzat pel Diari de Terrassa.

## Filmografia
- Entre la esperanza y el fraude: España 1931-1939 (1977)
- El retorn de nèmesi? (1990)

## Llibres
- Itinerari pel riu Tordera (1989)
- El Celler : 75 anys de cooperativisme a Sant Cugat (1996)
- Atapuerca : Museo de la Evolución Humana (2011)
- Aprendre del Prestige (2003)
- Les platges i el litoral de Barcelona (2005)